# Максимин II Даза
Гай Галерий Валерий Максимин Даза (лат. Gaius Galerius Valerius Maximinus Daia, 270—313), вошедший в историю под именем Максимин II Даза (или Дайа) — римский император в 305—313 годах.
Максимин носил следующие титулы: цезарь — с 1 мая 305 года, август — с 310 года, трибунскую власть получил с 1 мая 305 года. Консулом был в 307, 311, 313 годах.

## Биография
Максимин родился в Иллирике 20 ноября 270 года. Он был сыном сестры Галерия, сначала служил пастухом, но потом был усыновлён дядей, который обеспечил его быстрое продвижение на военной службе, где Максимин дослужился до должности военного трибуна. После добровольного отказа Диоклетиана и Максимиана от императорской власти в 305 году, Даза был провозглашён цезарем. Он принял имя Гая Галерия Валерия Максимина и обручил свою младшую дочь с сыном Галерия, получив во владение некоторые окраинные восточные провинции и Египет.
Максимин с особой жестокостью продолжал преследования христиан. В своём первом указе, который был выпущен в 306 году, он требовал от наместников принуждать всех мужчин, женщин и детей приносить жертвы языческим богам. В Антиохии, Сирии и Иудее он лично проверял исполнение этого приказа. Затем на некоторое время гонения прекратились, но в 309 году Максимин возобновил их. Новые гонения отличались небывалой жестокостью. Все, включая даже грудных младенцев, должны были совершать публичные жертвоприношения и поедать плоть жертвенных животных, кровью которых надо было окроплять всякий продаваемый на рынке товар.
В промежутке между этими двумя указами Максимина постигло разочарование, так как на совещании в Карнунте в 308 году, на котором присутствовали все признанные руководители Империи, он рассчитывал получить титул августа. Галерий отказал ему в этом и назначил на этот пост своего товарища Лициния. Даза, как и Константин, выразил недовольство и заявил, что это назначение было сделано несправедливо. Галерий пытался успокоить их, присвоив им новый почётный титул «сыновей августа», но Максимину этого было недостаточно, и в 310 году он, при содействии восточных войск, провозгласил себя августом.
Галерию ничего не оставалось делать, как уступить племяннику, а спустя год он скончался. Тогда Максимин занял Малую Азию и дошёл на северо-западе до Босфора. Готовое войско Лициния стояло по ту сторону пролива, но противники согласились на время разграничить территорию на основе существующих границ. В то же время оба развернули дипломатическую активность, стремясь помимо всего прочего заручиться поддержкой различных претендентов на престол; Максимин начал новые гонения. О смягчении отношения к христианам речь не шла. Хоть он и принимал участие в составлении предсмертного указа Галерия о терпимости к христианству, но шесть месяцев спустя вновь вернулся к прежней религиозной политике, которая весьма умело подкреплялась распространением подложных антихристианских документов. Даза хотел создать обновлённую языческую религию с жрецами, поделёнными на классы. Но победа Константина над его союзником Максенцием в битве у Мульвийского моста помешала воплощению этих планов, так как на следующий день после сражения Константин отправил Максимину письмо с требованием прекратить преследования христиан. Тот с неохотой подчинился и дал новое указание наместникам не принуждать население к насильственному поклонению языческим богам.
Зимой 312/13 года для Максимина наступил неудачный период, который проявился в скудном урожае, жестоком голоде и эпидемии, охватившей все его восточные владения. Более того, требовались принять неотложные меры против шаек грабителей, по вине которых ощущался недостаток продовольствия в Карии. Нужно было также усмирить армян, которые воспротивились его попыткам навязать им языческую религию. Будучи не в силах одолеть Константина, Максимин решил при первой же возможности напасть на другого врага, Лициния. Благоприятный момент, казалось бы, наступил, так как Константин был в Германии и не мог сразу прийти на помощь Лицинию. В 313 году, до наступления весны, Максимин прошёл по заснеженной Малой Азии, переправился через Босфор и принудил к сдаче Византий. Лициний выступил ему навстречу. 1 мая состоялось решающее сражение на Чистых полях во Фракии. Хотя семидесятитысячное войско Максимина более чем в два раза превосходило силы противника, его утомлённые долгим переходом солдаты потерпели сокрушительное поражение. Сам Максимин бежал, переодевшись рабом. В Никомедии он наказал жрецов, которые пророчили ему победу. После этого, спасаясь от приближающейся армии Лициния, он отступил за Таврские горы. Но в Тарсе он неожиданно заболел и умер в возрасте 43 лет в 313 году.
Христианские авторы описывают, что перед кончиной Максимин ослеп и превратился в живой скелет. Они также обвиняют его в беспримерной грубости, жестокости и пьянстве.